# Sauramps
 (août 2021).
La librairie Sauramps, fondée à Montpellier en 1946, est une librairie française, avec un chiffre d'affaires annuel de 10,7 millions d'euros. Dans sa stratégie de développement, la librairie a ouvert entre 2002 et 2009 quatre points de vente : trois magasins à Montpellier et un à Alès. En 2018, à la suite d'un redressement judiciaire et son rachat par le groupe Amétis, promoteur immobilier spécialisé dans le logement social, elle perd le label de Librairie indépendante de référence.

## Historique et évolution de l'entreprise
La librairie est dirigée en 1990 par trois personnes : Jean-Marie Sevestre (directeur de la librairie depuis 1988), Marie-Christine Wodiczko (directrice des ressources humaines et communication) et Jean-Luc Bonnet (directeur financier). Jean-Marie Sevestre est nommé président du comité de direction.

### Difficultés
L'année 2012 est marquée par huit licenciements à caractère économique. En 2014, Florent Moure le directeur de la librairie Sauramps Odysseum et fils de Jean-Pierre Moure, ancien président de Montpellier Agglomération, est pressenti pour succéder à Jean-Marie Sevestre à la présidence de la société Sauramps. En 2016, la librairie fête son 70e anniversaire mais affiche 420 000 € de déficit, malgré un chiffre d'affaires de 25 millions d'euros. La librairie qui est à vendre est suivie par le tribunal de commerce, dans le cadre d’un mandat ad hoc. « Le plan de développement est intervenu à contre-courant, sur fond de crise du marché du livre et de concurrence d'Amazon. Il s'est aussi fait au détriment de la réfection du bâtiment du Triangle ». Si les résultats sont bons, c'est la rentabilité qui pose problème au groupe. Les charges du magasin d'Odysseum Montpellier - ouvert en 2009 - sont trop élevées et les marges immuables. Les locaux sont vieillissants et inadaptés au Triangle. À cela, s'ajoute la perte d’attractivité du centre-ville.

### Le rachat en 2017

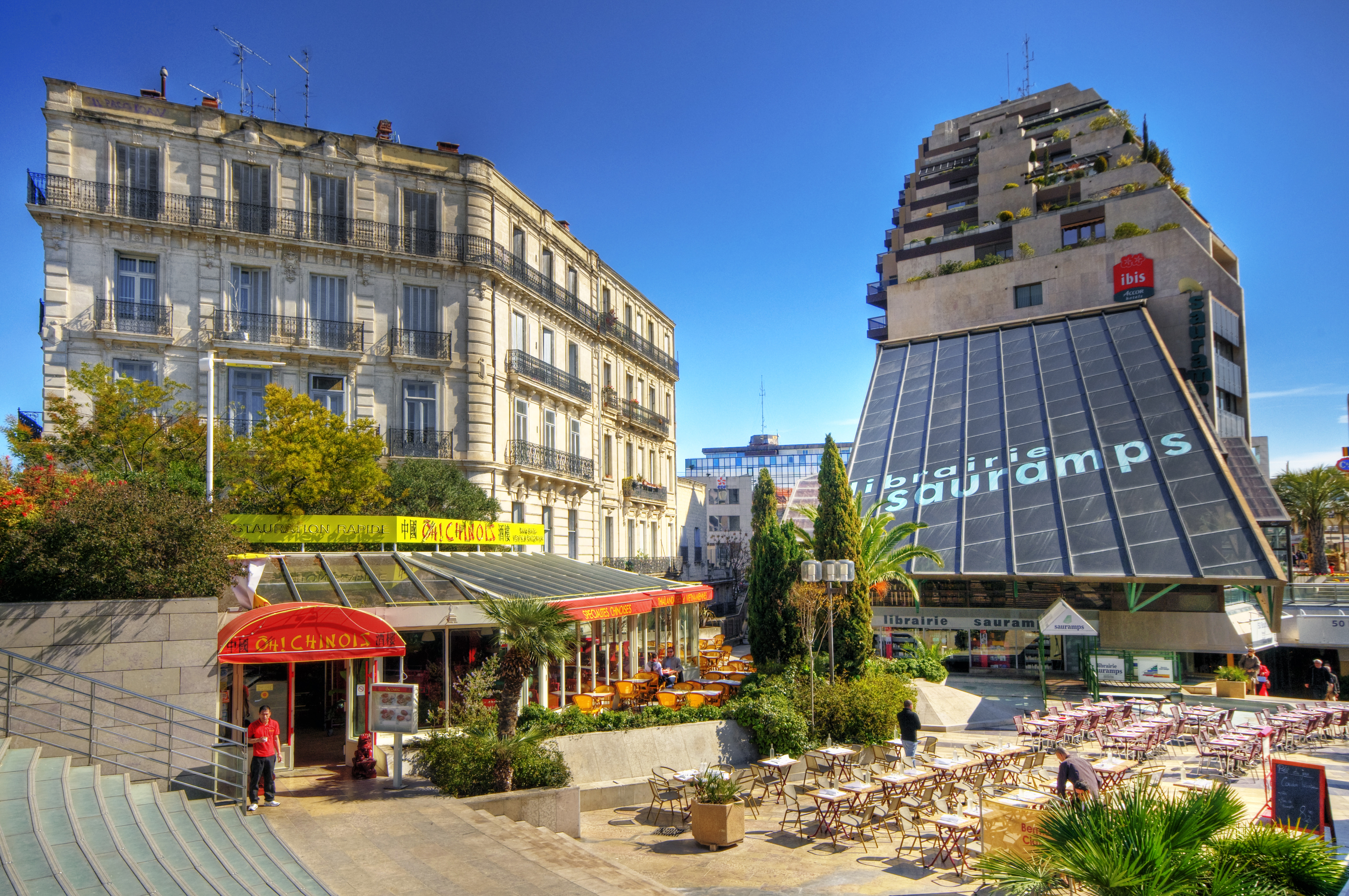
Sauramps Montpellier Comédie

En décembre 2016, deux librairies indépendantes sont candidates à la reprise. Benoît Bougerol, propriétaire de la librairie de la Maison du livre à Rodez, jette l’éponge devant l’insistance de Jean-Marie Sevestre, actionnaire principal du groupe, à lui préférer l’autre candidat, Matthieu de Montchalin, directeur de la librairie L’Armitière à Rouen. Ce dernier, en l'absence de garanties financières, sera finalement écarté par le tribunal de commerce de Montpellier. Le tribunal choisit de placer le groupe en liquidation judiciaire le 13 mars 2017. La ministre de la culture, Françoise Nyssen, adresse un message de soutien aux salariés : « Le sort de Sauramps touche la notion de vie culturelle. Une ville telle que Montpellier sans une librairie de cette importance, ce n’est même pas envisageable ».
Durant le mois de juin 2017, trois candidats déposent des offres de reprise : l'architecte François Fontès, le Furet du Nord et Benoît Bougerol. Le tribunal de commerce de Montpellier choisit l'offre du Furet du Nord qui conserverait 57 salariés sur 120. Le magasin du centre commercial Odysseum, irrémédiablement déficitaire du fait de l'impossibilité d'une renégociation avec le bailleur, est liquidé et fermé.
Les employés licenciés sont ceux du magasin Odyssée, les dirigeants à la tête de la holding et ceux des services supports (pour une mutualisation avec ceux du Furet du Nord). Il est question que le nom Sauramps soit conservé, ainsi que l'identité et l'organisation de la librairie. « Un projet de libraire à libraire, qui va nous permettre de relancer Sauramps sur Montpellier et Alès, pour lui faire prendre les tournants nécessaires qu'il faut prendre aujourd'hui dans le commerce et la distribution d'aujourd'hui. On vient en apportant tout le savoir faire du Furet du Nord qui sera partagé avec les équipes de Sauramps que nous reprenons. »
Après appel du jugement, c'est finalement le groupe Amétis, dirigé par François Fontès, qui reprend la librairie via la société Groupe Sauramps,.
L'ensemble du groupe est repris, y compris la librairie Odyssée. Avec un investissement proche de 3 millions d'euros, Amétis a regonflé la trésorerie de Sauramps, ouvert de nouveaux comptes auprès des distributeurs, changé le parc informatique. Une partie de la clientèle s'est évaporée pendant l'épisode judiciaire.

## Personnalités liées à la librairie

### Liste des P.D.-G.
- De 2004 à 2014 : Jean-Marie Sevestre
- Du 09/2017 au 09/2020 : Florence Doumenc[17]
- Du 10/2020 au 04/2023 : Alain Derey[18]
- Du 04/2023 au 01/2024 : Florence de Mornac[19]
- D.-G. actuel depuis 04/2024 : David Lafarge.

### Notices biographiques
- Pierre Torreilles (1921-2005) : écrivain, libraire et poète, fondateur, en 1946, de la librairie Sauramps.
- Pierre Descomps (1920-2004)
- Alain Dubrieu (1947-2002) : écrivain, employé de la librairie.

- Jean-Marie Sevestre (né en 1949) : P.D.-G. de 2004 à 2014. Il commence comme manutentionnaire à la librairie Sauramps en 1970. Il devient cadre responsable des services ventes universitaires et collectivités en 1973[20]. À partir de 1988, il exerce la fonction de directeur de la librairie Sauramps. Puis en 2004, il est nommé président-directeur général. À la suite de son départ à la retraite en 2014, il laisse la librairie dans une situation de faillite et sans successeur. Aux élections municipales de 2014 à Montpellier, il soutient Jean-Pierre Moure, candidat PS-EELV en espérant le poste d'adjoint à la culture mais il essuie un revers avec la victoire du candidat adverse Philippe Saurel[21]. En 2016, il est, malgré les problèmes de Sauramps, élu 2e vice-président « Commerce-Tourisme-Culture » et vice-président délégué de la chambre de commerce et d'industrie de Montpellier[22],[23].

- Pierre Coursières (né en 1962) : Président du directoire du Furet du Nord et ancien responsable de la Fnac, Pierre Coursières a été désigné comme le repreneur de Sauramps par décision du Tribunal de commerce le 28 juin 2017. Son projet a été jugé « le plus crédible sur le long terme, en comparaison avec ceux de ses concurrents »[24]. À la suite d'un appel suspensif de la décision du Tribunal de commerce déposé par Jean-Marie Sevestre, la Cour d'appel de Montpellier accorde la reprise de Sauramps à la société Amétis le 19 juillet 2017[25]. En janvier 2019, Pierre Coursières double son activité en reprenant l'entreprise indépendante de librairie « Decitre » et « Decitre Interactive »[26].

- François Fontès (né en 1951) : architecte et homme d'affaires, il entre en 1969 à l'École d'Architecture de Montpellier et à l'Université Paul-Valéry section géographie urbaine et histoire de l'art. Il travaille à la mise en place de l’atlas régional sous la direction des professeurs Raymond Dugrand et Jean-Paul Volle. En 1975, il crée son agence d'architecture à Montpellier. Dès 1984, François Fontès participe à la restructuration urbaine de la ville de Nîmes, conjointement avec Jean Nouvel, Norman Foster et Kisho Kurokawa. François Fontès, en 1989, se lance dans la promotion immobilière en créant la société Sefiteg. Il fonde, en 2003, Ametis (société de promotion spécialisée dans la construction de logements sociaux). En 2009, il devient Président et Directeur de publication de la revue internationale L'Architecture d'aujourd'hui. Après le rachat de la librairie Sauramps en juillet 2017, l'architecte se lance dans la production de films pour le cinéma. En septembre 2017, il a créé la société « Hugar Prod », filiale de la Holding « Hugar » qui abrite ses différentes entreprises à Montpellier (dont Ametis)[27].

- Florence Doumenc : chargée des ressources humaines du groupe de librairies montpelliérain depuis 2014, elle est nommée par François Fontès et Bertrand Barascud, dirigeants de la société Ametis, directrice générale de la librairie en 2017, poste qu'elle occupe jusqu'en 2020. Elle est accompagnée par deux anciens cadres du Crédit agricole diligentés par Ametis. Titulaire de deux masters, l'un en droit des affaires et le second en administration des entreprises, Florence Doumenc a réalisé tout son parcours professionnel dans les ressources humaines. Avant de rejoindre Sauramps, elle dirigeait ce service dans une société de postproduction parisienne, Hiventy[16].

- Alain Derey[28] : titulaire d'un doctorat de philosophie, il a été directeur de l'École nationale supérieure d'architecture de Montpellier (ENSAM) de 2014 à 2020[29]. Il démissionne de l'Ensam dans un contexte de malaise généralisé[30], pour occuper le poste de PDG du groupe Sauramps en octobre 2020. Une enquête de police et une inspection interne sont menées pour « de présumés propos et comportements à connotation de harcèlement moral et de possibles violences sexistes et sexuelles » au sein de l'école[31].

## Les différents magasins

### Magasins actuels
En 2025, la librairie possède trois magasins.
- Le groupe possède son plus grand espace de vente (2 000 m2) à Montpellier, dans la Galerie du Triangle, près de la place de la Comédie. En plus du local principal, Sauramps dispose jusqu'à la fin des années 2010 de deux autres locaux indépendants dans la galerie (l'un dédié à la papeterie, et un second appelé Polymômes dédié à la littérature jeunesse). En 2019, Polymômes déménage dans un local adjacent nouvellement acquis par Sauramps et communique désormais avec la librairie principale[32].
- Sauramps en Cévennes : ouverte en décembre 2002 et située à Alès, cette librairie fut victime d'un incendie criminel une semaine plus tard, dévastant aussi bien le mobilier que le stock de livres[33].
- Pop-up Odysseum

### Magasins fermés
- Sauramps Polymômes
- Sauramps Papeterie
- Corner au sein de la faculté Paul Valéry[34]
- Sauramps au Musée : librairie située dans l'enceinte du Musée Fabre, boulevard Bonne-Nouvelle à Montpellier. Cette concession est accordée en 2007, grâce à la proximité du directeur Jean-Marie Sevestre avec les pouvoirs locaux[35]. La librairie ferme en 2025.
- Sauramps Odyssée : une concession à l'entrée du centre commercial à Odysseum. Le magasin de 2 000 m2 de surface commerciale, sur deux étages, ouvre en août 2009. Après la mise en redressement judiciaire du groupe, Jean-Marie Sevestre déclare : « L'erreur peut-être, mais je n'emploierai pas ce terme-là, c'est d'avoir fait Odysseum, mais on y est allé sans argent à Odysseum, avec la volonté de faire quelque chose de nouveau. On l'a réussi d'un point de vue commercial, sauf que voilà, le loyer est trop cher, et ça a plombé le groupe. »[36] Le tribunal de commerce de Montpellier accorde la reprise de la librairie par le Furet du Nord qui choisit de fermer le magasin d'Odysseum[37]. Mais après dix jours de fermeture, à la suite d'un appel suspensif, le magasin rouvre ses portes[38]. Pour le repreneur Amétis, « Odysseum est un réservoir de chiffre d'affaires énorme pour le groupe. On a sur ce site une clientèle différente de celle du Triangle, jeune et familiale alors que celle du centre-ville est légèrement plus âgée et s’intéresse un peu plus à la littérature. Odysseum est un emplacement stratégique : c'est un lieu de grand passage, desservi directement par une ligne de tram, à deux pas de la future gare, 10 bureaux s'y livrent chaque jour... c'était criminel de ne pas conserver ce magasin. »[39] En 2019, la librairie se sépare du rayon presse pour « développer les produits à marge »[40].
- La boutique du Mo.Co. : présent au MO.CO. Hôtel des collections (ancien Hôtel Montcalm)[41].
- Sauramps Futur : François Fontès et son associé Bertrand Barascud ont racheté, l'ancien Espace Jeunesse, dans le Capoulié, rue Maguelone pour 2 millions d'euros. Ils prévoient d'y ouvrir « Sauramps Futur : un lieu pour les jeunes où ils trouveront, outre toute l'actualité du monde contemporain en termes de communication, de la bande dessinée à la réalité virtuelle avec une présentation de leur ville et de leur territoire depuis son passé jusqu'à son futur sous forme de réalité augmentée. » L'ouverture était prévue pour fin 2019[42]. Le projet sera abandonné.

## Sauramps Médical

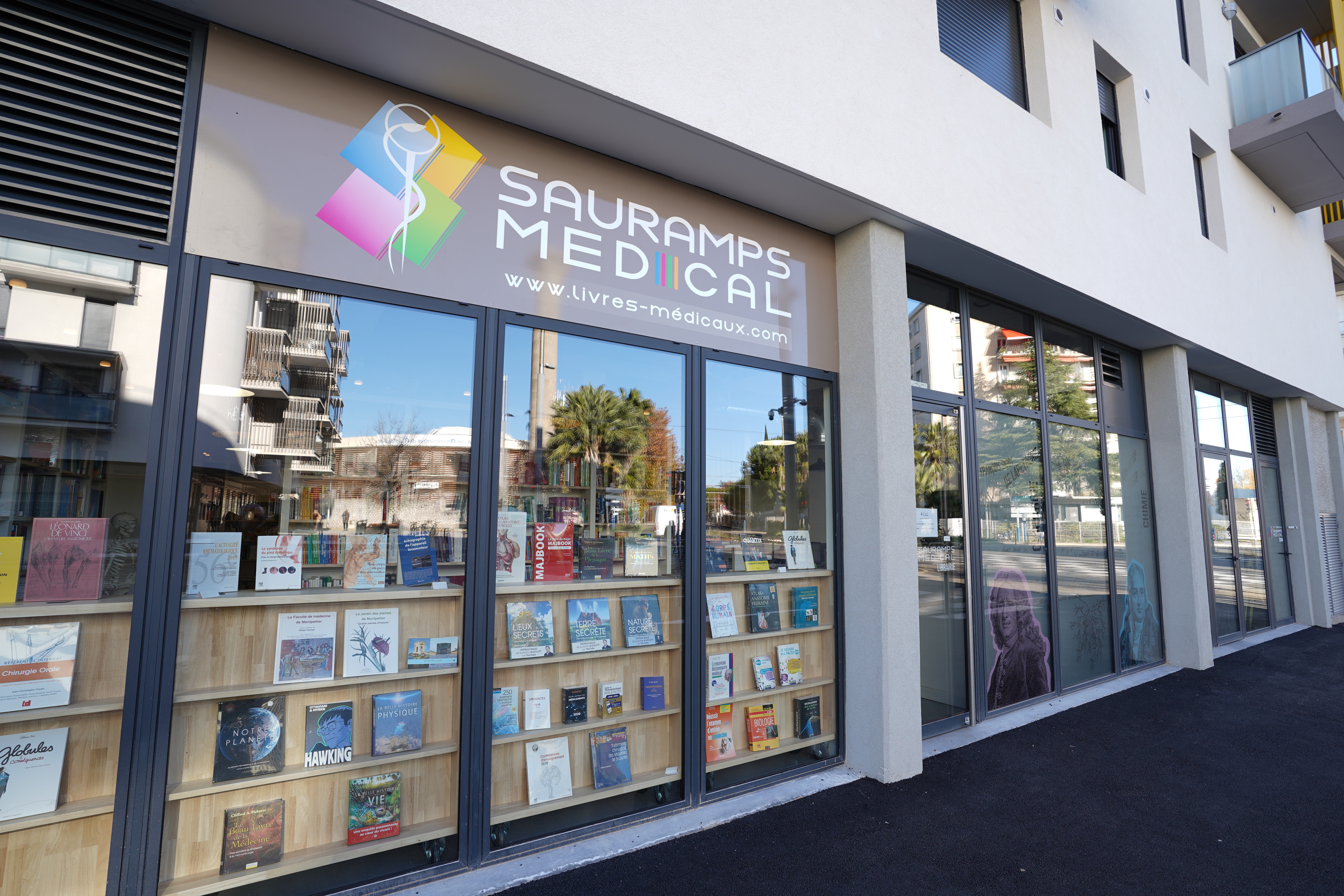
Nouveau locaux Sauramps Medical 2 rue Henri Dunant à Montpellier

Après avoir été pendant de longues années directeur de Elsevier Masson pour la région Languedoc-Roussillon, Dominique Torreilles (fils de Pierre Torreilles) décide de créer en 1977 les éditions Sauramps Médical, puis en 1985 la librairie éponyme à Montpellier. En 1989, Sauramps Médical devient une société indépendante financièrement de "Sauramps Groupes SAS".
Il s'agit de la deuxième plus importante librairie médicale de France avec un chiffre d'affaires de 2,6 millions d’euros.L'entreprise possède une succursale à Paris et compte une dizaine de collaborateurs. La maison d'édition publie en moyenne 50 titres par an. La librairie, spécialisée dans les ouvrages de formation initiale pour les étudiants et de formation continue à destination des professionnels de la santé, a un stock permanent de plus de 10 000 titres. En 2013, Yves Lefrand, succède à Dominique Toreilles à la tête de l'entreprise. « La librairie a réussi à s’inscrire durablement dans le paysage intellectuel local , allant de l’odontologie à la médecine légale. » Depuis le début des années 2000 Sauramps Médical a développé un site de vente en ligne www.livres-médicaux.com à destination des étudiants et des professionnels de santé.

## Actions
Le Prix « Habiter le Monde » (2021-)
Créé en 2021 par la librairie et le quotidien régional Midi Libre, ce prix récompense un ouvrage de littérature questionnant les enjeux du monde contemporain, qui interroge l'aménagement de l'espace.
- 2021 : Des rêves à tenir, de Nicolas Deleau (éditions Grasset, 2020)
- 2022 : Les Années sans soleil, de Vincent Message (éditions du Seuil, 2021)[47]

Le Prix Cévennes du roman européen (2007-2010)
Le Prix Cévennes du roman européen créé en 2007, avait pour objectif de mettre en lumière le talent littéraire d’un auteur européen. Il consacrait un roman d’un écrivain enrichissant la diversité culturelle européenne tout en en soulignant le ciment. Le prix était annuel et se tenait à Alès-en-Cévennes, dans le Gard. Une sélection de onze ouvrages européens était faite par une dizaine de librairies indépendantes placées sous la houlette de la librairie Sauramps. Cette sélection était ensuite proposée à un jury composé d’écrivains et d’éditeurs de renommée internationale qui élisait le roman lauréat. Son auteur et son traducteur étaient récompensés.
Les Amis de la librairie Sauramps
Composée de personnalités régionales sensibles à la vie du livre et reflétant diverses disciplines, l'association des Amis de la librairie Sauramps créée en 1991 avait pour but de « réfléchir, susciter, programmer des animations intellectuelles et culturelles sur Montpellier et sa région ». L'association a réalisé des cycles de conférences-débat, dont certaines ont été publiées dans la collection "Vifs" par les Éditions du Félin. André Agullo et Jean-Jacques Gandini, essayiste-conférencier, ont été présidents de l'association.
Les rencontres poétiques de Montpellier
Les rencontres autour d'un auteur et d'un texte inédit ou extrait d'une œuvre en cours étaient organisées chaque mois entre 1999 et 2007 par la librairie Sauramps en partenariat avec la Boutique l'écriture et la Direction régionale des affaires culturelles. La lecture était suivie d'un échange ouvert. Prolongement de ces moments, des cahiers étaient édités.

#### Articles de presse
- « Les 50 qui ont le pouvoir à Montpellier », L'Expansion, 25 septembre 2002 [lire en ligne].
- « Les 300 premières librairies », Livres Hebdo, 18 mars 2005, no 593.
- « Les hommes et les femmes qui font vivre les réseaux », Jean-Marie Sevestre, Les Échos, 3 décembre 2003.
- « Montpellier grandit vite », Libération, 5 mars 2005 [lire en ligne].
- « Pierre Torreilles, un libraire lyrique », Livres Hebdo, 4 mars 2005.
- « Le phénomène Sauramps », Vent Sud, octobre 2007, p. 43.
- Catherine Bédarida, « Jean-Marie Sevestre, libraire et PDG », Le Monde, 13 septembre 2005 [lire en ligne].
- Alain Beuve-Méry, « Le Portail des libraires en chantier », Le Monde des livres, 6 avril 2007.
- Alain Beuve-Méry, « L'offensive de Google », Le Monde des livres, 1er juin 2007.
- Ange-Dominique Bouzet, « Un fournisseur géant, terreur des libraires », Libération, 24 octobre 2002.
- Sandra Canal & Gil Lorfèvre, « Sauramps se lance dans une nouvelle odyssée », Midi Libre, 1er septembre 2009, p. 2-3.
- Pierre Hild, « Montpellier globe-trotter », Libération, 24 juin 2005.
- Pierre Hild, « La pyramide du livre », Libération, 19 février 2006 [lire en ligne].
- Patrick Kéchichian, « Portrait : Pierre Torreilles et le visage des choses », Le Monde, 6 février 1987.
- Patrick Kéchichian, « Pierre Torreilles », Le Monde, 8 mars 2005.
- Clarisse Normand, « L'indépendant », Livres hebdo, 17 mars 2006, no 637, p. 124-128.
- Clarisse Normand, « Des librairies négocient avec Google », Livres hebdo, 14 mai 2007 [lire en ligne].
- Clarisse Normand, « Sauramps à Odysseum », Livres hebdo, 18 avril 2008, no 730, p. 57.
- Frédérique Roussel, « Le livre se déchaîne », Libération, 28 avril 2007.
- Alain Salles, « La librairie Sauramps fait des petits », Le Monde, 7 février 2003.
- Christian Thorel, Jean-Marie Sevestre et Matthieu de Montchalin, « Les librairies dans la tourmente », Le Monde, 14 décembre 2006 [lire en ligne].

#### Monographies
- Boutiques du Languedoc : commerces de caractère Tome 1 / texte de Florence Jaroniak ; photogr. de Henri Comte. Toulouse : Terrefort, collection "Beaux livres", 2002, p. 54-55.  (ISBN 2-911075-14-5)

#### Dans la littérature
- Christine Angot, « Librairies montpelliéraines », in Le Goût de Montpellier / textes choisis et présentés par Jacques Barozzi. Paris : Mercure de France, coll. "Le Petit Mercure", 2012, p. 75-77.  (ISBN 978-2-7152-3232-7)
- Christine Angot, Quitter la ville. Paris : Stock, 2000, 201 p.  (ISBN 2-234-05295-5). Rééd. Paris : Librairie générale française, coll. "Le livre de poche" no 15280, 2002, 188 p.  (ISBN 2-253-15280-3)